# Alliance (Surinam)
Alliance – miasto w Surinamie, w dystrykcie Commewijne.
Miasto było na początku plantacją. W latach 1936–1956 zarządzał nią G.N. Gummels.